# Самюъл Айзенщайн
Самюъл Айзенщайн (на английски: Samuel Eisenstein) е американски психоаналитик и психиатър, бивш президент на Психоаналитичния институт на Южна Калифорния.

## Биография
Роден е в Бакъу, Румъния. През 1946 г. завършва медицина в Университета в Павия, Италия. През 1958 се мести в САЩ. Две години по-късно си отваря частна практика в Лос Анджелис. Той е един от основателите на Психоаналитичния институт на Сан Диего и разработва иновативна програма за обучение на психоаналитици. В периода 1980 – 1982 е президент на Психоаналитичния институт на Южна Калифорния, а преди това между 1969 – 1977 е декан на обучителното училище към същия институт.
Умира в Лос Анджелис.

## Кратка библиография
- Psychoanalytic Pioneers, Basic Books, 1966
- The Dyadic Transaction: An Investigation Into the Nature of the Psychotherapeutic Process (Transaction, 1994).